# Hautesvignes
Hautesvignes is een gemeente in het Franse departement Lot-et-Garonne (regio Nouvelle-Aquitaine) en telt 141 inwoners (1999). De plaats maakt deel uit van het arrondissement Marmande.

## Geografie
De oppervlakte van Hautesvignes bedraagt 8,8 km², de bevolkingsdichtheid is 16,0 inwoners per km².
De onderstaande kaart toont de ligging van Hautesvignes met de belangrijkste infrastructuur en aangrenzende gemeenten.

## Demografie
Onderstaande figuur toont het verloop van het inwonertal (bron: INSEE-tellingen).